# Euryscelis
Euryscelis is een kevergeslacht uit de familie van de boktorren (Cerambycidae). De wetenschappelijke naam van het geslacht werd voor het eerst geldig gepubliceerd in 1835 door Dejean.

## Soorten
Euryscelis is monotypisch en omvat slechts de volgende soort:
- Euryscelis suturalis (Olivier, 1795)